# Dystrykt Attock
Attock (urdu: ضِلع اٹک) – dystrykt w Pakistanie, położony w prowincji Pendżab. Siedzibą administracyjną dystryktu jest Attock.

## Demografia
Większość mieszkańców posługuje się językiem pendżabskim.
| Rok  | Liczba ludności |
| ---- | --------------- |
| 1972 | 748 890         |
| 1981 | 876 667         |
| 1998 | 1 274 935       |
| 2017 | 1 883 556       |